# Philodina arndti
Philodina arndti är en hjuldjursart som beskrevs av Wulfert 1961. Philodina arndti ingår i släktet Philodina och familjen Philodinidae. Inga underarter finns listade i Catalogue of Life.